# Glas-in-loodcompositie VIII
Glas-in-loodcompositie VIII is een glas-in-loodraam ontworpen door Theo van Doesburg. Van het raam bestaan verschillende exemplaren: drie in het Nationaal Glasmuseum in Leerdam, twee in Museum De Lakenhal in Leiden en een onbekend aantal in verschillende privéverzamelingen.

## Beschrijving

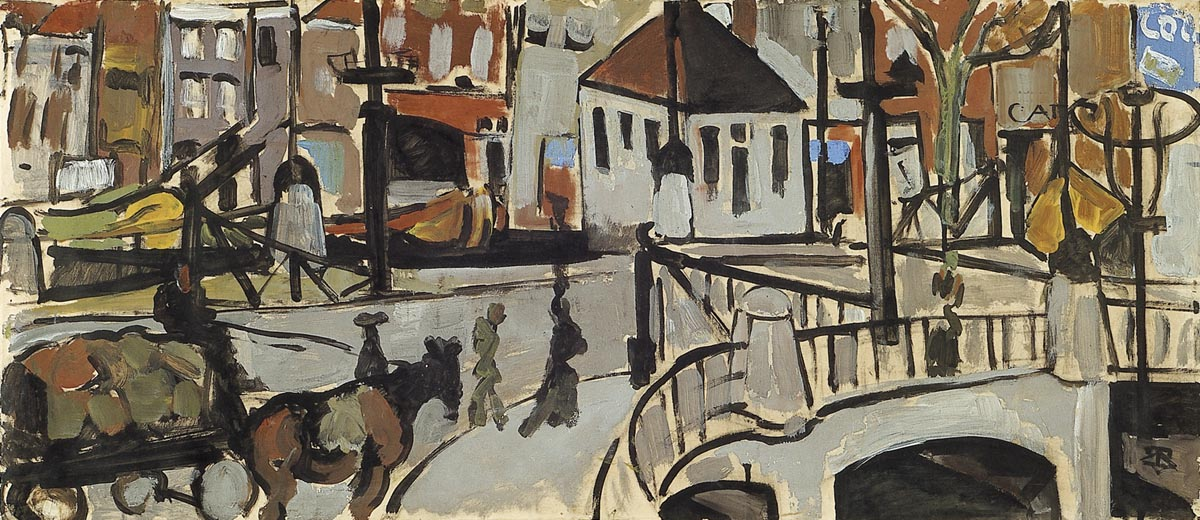
1. Theo van Doesburg. De Blauwpoortsbrug met paard en wagen. 1917-1918. Gouache op papier. 36,5 × 85,5 cm. Leiden, Museum De Lakenhal.

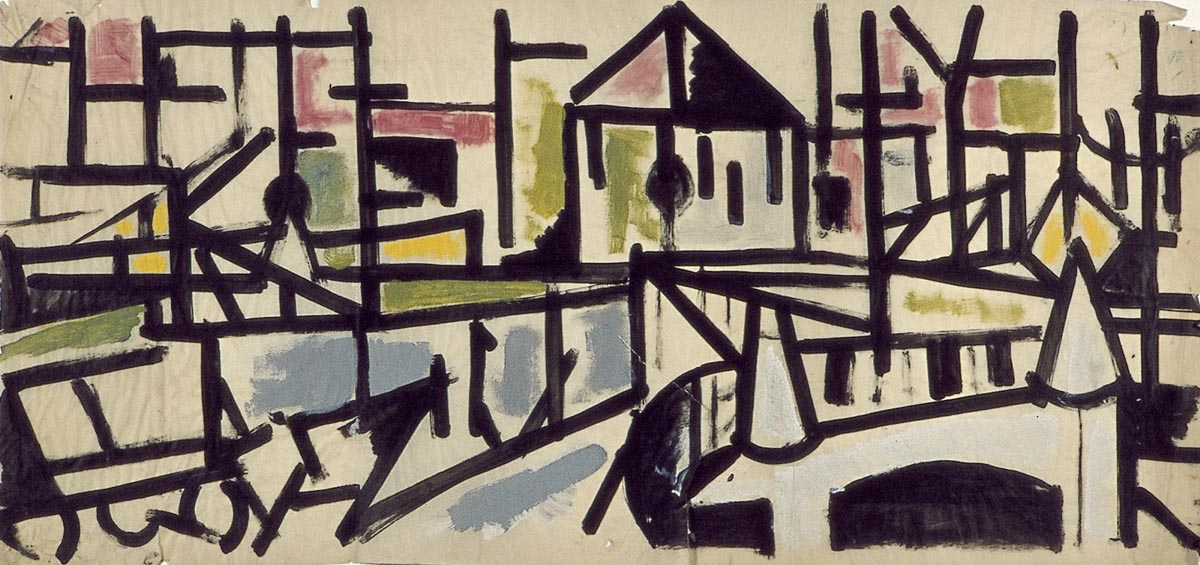
2. Theo van Doesburg. De Blauwpoortsbrug met paard en wagen. 1917-1918. Gouache op transparant papier. 40 × 82 cm. Leiden, Museum De Lakenhal.

Glas-in-loodcompositie VIII is samen met Glas-in-loodcompositie IX, dat uit een vergelijkbaar rechthoekig patroon bestaat, ontworpen als bovenlicht van de voordeuren van woningblokken I en V in de Rotterdamse wijk Spangen, ontworpen door architect J.J.P. Oud. Glas-in-loodcompositie VIII is ontleend aan twee tekeningen van de Blauwpoortsbrug in Leiden. Van Doesburg had uitzicht op deze brug vanuit zijn atelier aan het Kort Galgewater, waar hij van april 1917 tot juni 1920 werkte. Aan Glas-in-loodcompositie IX ligt een soortgelijk stadsgezicht ten grondslag. In de periode 1916-1919 maakte Van Doesburg regelmatig gebruik van motieven uit de werkelijkheid voor zijn abstracte composities (zie ook Compositie in dissonanten).

## Datering
Van Doesburg begon zijn ontwerp voor Glas-in-loodcompositie VIII en IX in oktober 1918. Op 12 oktober schreef hij in een brief aan Oud: ‘[Ik] ga volgende week aan de ramen beginnen’. Op 8 november 1918 schreef hij Oud: ‘Ik heb een prachtig motief gemaakt: Stadsbrug. Ben nu bezig het om te werken en heb al enige studies klaar. [...] De eerste oplossing wordt in geel, groen, grijs en wit. Dit zijn ‘staande’ kleuren, die ik ook in den gevel hoop te verwerken’. Naast de bovenlichten ontwierp Van Doesburg voor de woningblokken in Spangen ook een ‘kleuroplossing’ (kleurontwerp) voor de beschildering van ramen en deuren in de door hem genoemde kleuren. De plaatsing van de ramen vond najaar 1919 plaats. Op 21 oktober 1919 geeft Van Doesburg Oud aanwijzingen voor correcte plaatsing.

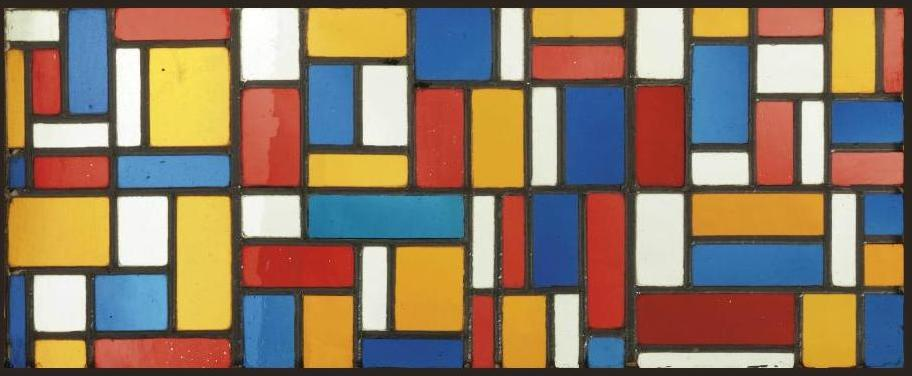
Versie in rood, geel, blauw en wit glas. Huidige verblijfplaats onbekend.

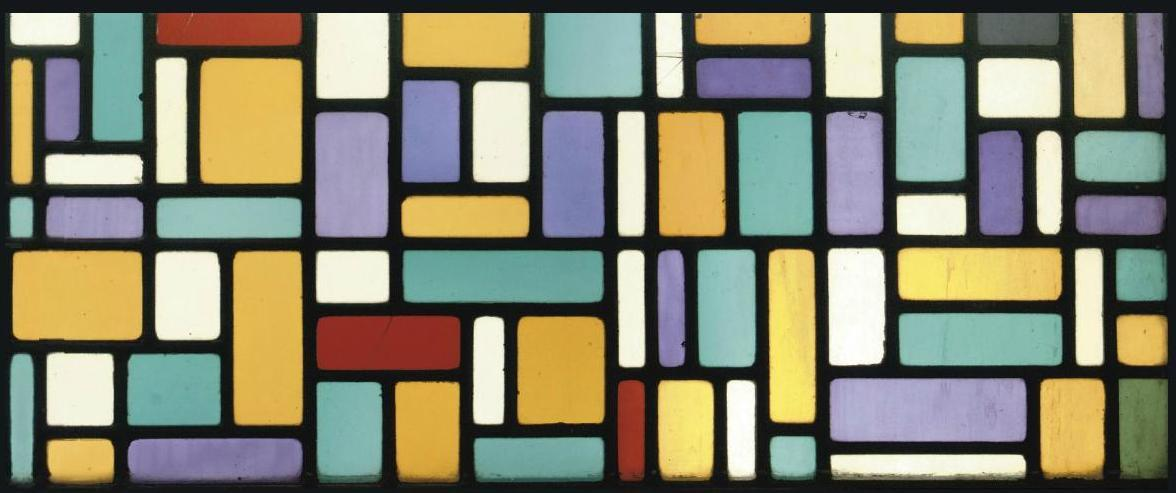
Versie in rood, geel, lichtblauw, lichtpaars, grijs en wit. Huidige verblijfplaats onbekend.

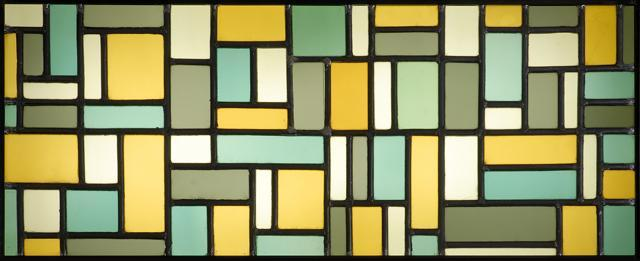
Versie in geel, groen, grijs en wit glas. Leiden, Museum De Lakenhal.

## Varianten
Van Glas-in-loodcompositie VIII zijn ten minste vijf varianten bekend: één donkere en vier lichtere varianten. Welke bedoeling Van Doesburg hier precies mee had is onbekend. Van Doesburg zelf sprak van twee varianten: een ‘zware’ en een ‘lichte’ harmonie, waarbij hij de voorkeur had voor de lichtere variant. Blijkbaar duurde het even voordat de glas-in-loodzetter kon beschikken over de door hem gewenste kleuren (geel, groen, grijs en wit). De donkere versie werd evengoed geplaatst. Volgens Van Doesburg-auteur Hans Esser bevonden de donkere ramen zich boven de enkele deuren op de hoeken en de lichtere ramen boven de overige rijen van vier naast elkaar geplaatste deuren. De ramen waren hier om en om gespiegeld geplaatst.

## Herkomst
De ramen zijn gemaakt in opdracht van het Gemeentelijk Woningbedrijf Rotterdam. In 1989 werden de ramen uit de woonblokken in Spangen in verwijderd vanwege stadsvernieuwing. Vervolgens werden 18 exemplaren gerestaureerd, waarvan zes exemplaren (vijf maal Glas-in-loodcompositie VIII en één maal Glas-in-loodcompositie IX) aan de Rijksdienst Beeldende Kunst (nu Rijksdienst voor het Cultureel Erfgoed) werden geschonken en 12 exemplaren in privéverzamelingen terechtkwamen.

## Tentoonstellingen
Glas-in-loodcompositie VIII maakte deel uit van de volgende tentoonstellingen:
- ‘1940’. Deuxième exposition Rétrospective Van Doesburg, 15 januari-1 februari 1932, Porte de Versailles Parc des Expositions, Parijs, alleen studie 1 (vermoedelijk; als Paysage, 1914).
- Theo van Doesburg. Retrospective exhibition, 29 april-31 mei 1947, Art of this Century Gallery, New York, alleen studie 1 (vermoedelijk).
- Walt Kuhn, Lyonel Feininger and Theo van Doesburg, juni-15 juli 1947, County Museum of Art, Los Angeles, alleen studie 1 (vermoedelijk).
- Theo van Doesburg, 29 juli-24 augustus 1947, San Francisco Museum of Modern Art, San Francisco, alleen studie 1.[3]
- Theo van Doesburg, september 1947, Henry Art Gallery, Seattle, alleen studie 1 (vermoedelijk).
- Theo van Doesburg. Paintings, drawings, photographs and architectural drawings, 15 oktober-8 november 1947, The Renaissance Society of the University of Chicago, Chicago, alleen studie 1 (als Bridge in Amsterdam, 1914).
- Theo van Doesburg, 20 november-12 december 1947, Cincinnati Art Museum, Cincinnati, alleen studie 1.
- Exhibition Van Doesburg, 5-23 januari 1948, Robinson Hall, Harvard University, Cambridge, Massachusetts, alleen studie 1 (als Bridge in Amsterdam, 1914).
- De nalatenschap van Theo en Nelly van Doesburg. Schenking Van Moorsel, 1 april-17 juli 1983, Haags Gemeentemuseum, Den Haag, alleen studie 1 en 2.
- Joaquin Torres-Garcia en Theo van Doesburg, 31 mei-23 augustus 1992, Institute of Contemporary Art, Amsterdam, alleen studie 2.
- Die neue Wirklichkeit. Abstraktion als Weltentwurf, 9 oktober 1994-29 januari 1995, Wilhelm Hack-Museum, Ludwigshafen, alleen een exemplaar van Glas-in-loodcompositie VIII (met vermelding ‘Galerie Stolz Köln/STOLZ Berlin’).
- 7 × Sikkensprijs, 20 februari-19 april 1998, Stedelijk Museum De Lakenhal, Leiden, één exemplaar van Glas-in-loodcompositie VIII, inclusief studie 1 en 2.
- Dageraad van de moderne kunst. Leiden en omstreken 1890-1940, 2 april-29 augustus 1999, Stedelijk Museum De Lakenhal, Leiden, één exemplaar van Glas-in-loodcompositie VIII, inclusief studie 2 (als Compositie VIII, Doorbeelding van de Blauwpoortbrug, 1918-1919).
- Van Doesburg and the International Avant-Garde, 20 oktober 2009-3 januari 2010, Stedelijk Museum De Lakenhal, Leiden, één exemplaar van Glas-in-loodcompositie VIII (als Stained-Glass Composition VIII: Stained glass for housing blocks I and V in the Spangen district, Rotterdam, 1918-1919), inclusief studie 1 (als Study for Stained-Glass Composition VIII, 1918) en 2 (als Study for Stained-Glass Composition VIII, 1918).
- Van Doesburg and the International Avant-Garde, 4 februari-16 mei 2010, Tate Modern, Londen, alleen een exemplaar van Glas-in-loodcompositie VIII (als Stained-Glass Composition VIII: Stained glass for housing blocks I and V in the Spangen district, Rotterdam, 1918-1919).